# Геренния Этрусцилла
Анния Купрессения Геренния Этрусцилла (лат. Annia Cupressenia Herennia Etruscilla) супруга (с сентября 249 по июнь 251) императора Римской империи Деция Траяна и мать императоров Геренния Этруска и Гостилиана.
Сведений о ней, как и большинстве жен императоров III-го века, сохранилось мало. Предполагается, что её предки поселились в Этрурии. Вероятно, из сенаторской семьи. Геренния вышла замуж за Деция Траяна вероятно до 230 года и получила титул Августы. Она стала регентом при её сыне Гостилиане, когда Деций Траян и её сын Геренний Этруск потерпели поражение и погибли в битве при Абритусе в июне 251. После гибели мужа и обоих сыновей канула в безвестность.

## Монеты Гереннии Этрусциллы
От имени Гереннии Этрусциллы чеканились: золотые ауреусы, серебряные антонинианы, латунные двойные сестерции, сестерции, дупондии и ассы. Монеты чеканились в Риме, Медиолануме, Антиохии.
Виды легенд на аверсах монет: HERENNIA ETRVSCILLA AVG, HER ETRVSCILLA AVG. На реверсах монет помещались изображения: Пудицитии, Фекундитас, Юноны и др.
В Римской империи, кроме имперских монет для всего государства, чеканили и провинциальные. Жёсткий контроль их выпуска со стороны Рима отсутствовал. Для них характерно использование традиционных для провинций номиналов денежных единиц, а также легенда на местном языке, а не на латыни. С именем Гереннии Этрусциллы чеканились серебряные тетрадрахмы, а также медные монеты, преимущественно с легендой на греческом языке.

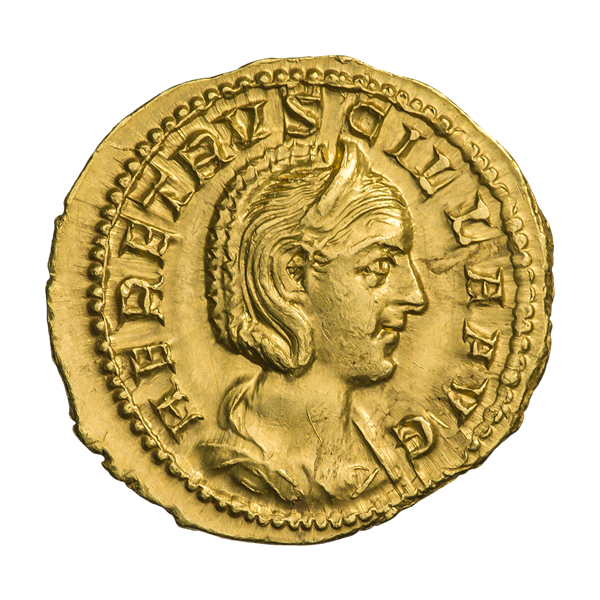
Ауреус, аверс
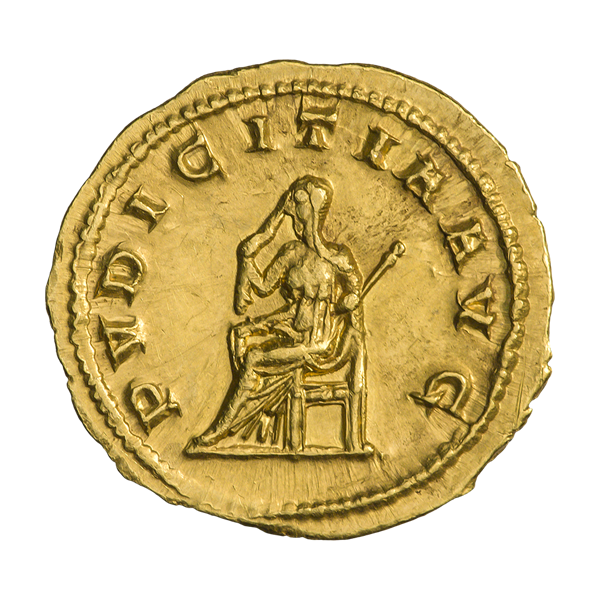
Ауреус, реверс. Сидящая Пудитиция, легенда PVDICITIA AVG
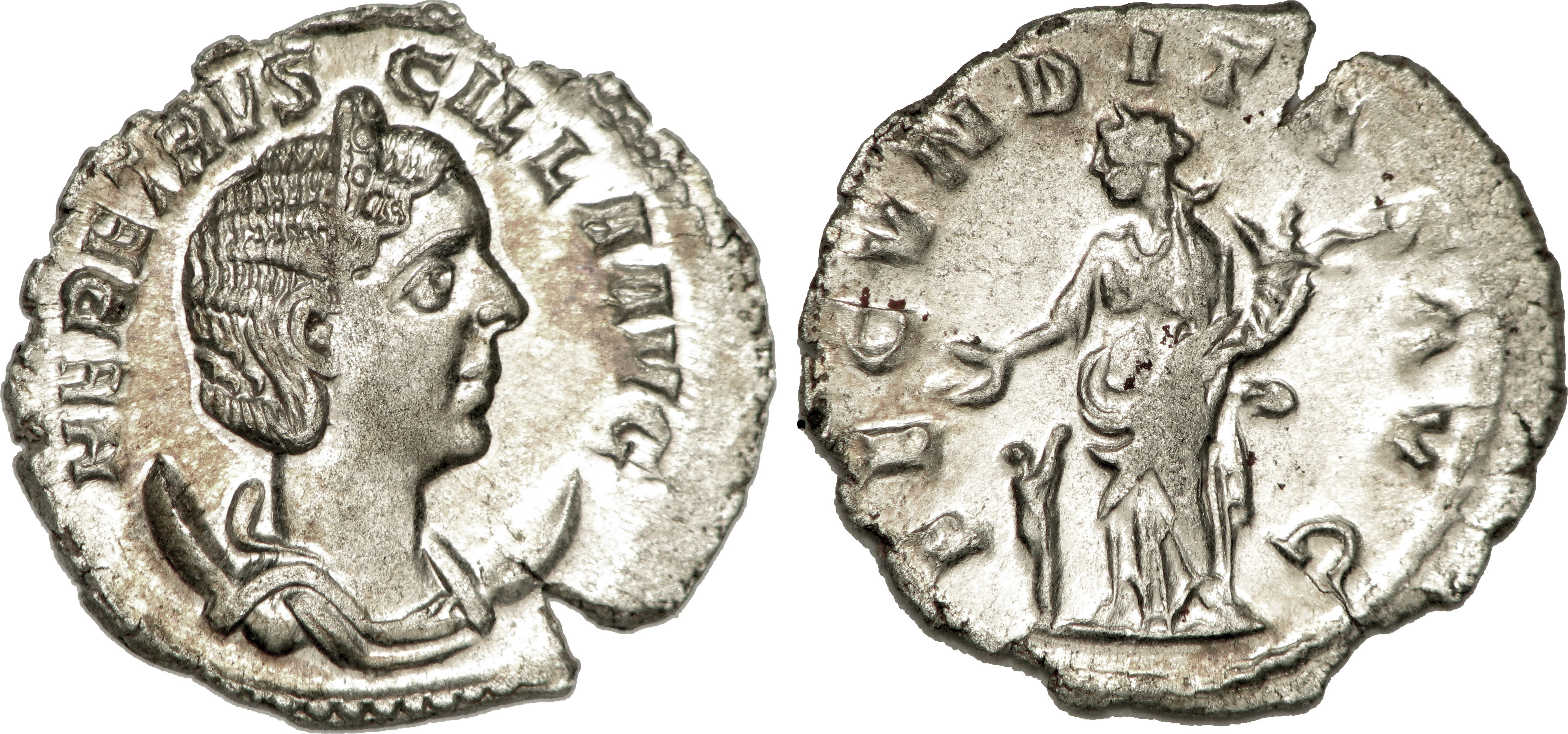
Антониниан. На реверсе — стоящая Фекундитас, легенда — FECVNDITAS AVG